# سورهاوزوم
سورهاوزوم هي قرية تقع في أختكارسبيلن بمقاطعة فرايزلاند، هولندا. بلغ عدد سكانها حوالي 1350 عام 2006.